# Gasteiner Badesee
Der Gasteiner Badesee (auch Badesee Bad Hofgastein, Badesee Gastein und Gastein-Badesee) ist ein See in der Marktgemeinde Bad Hofgastein im österreichischen Bundesland Salzburg.

## Geografie
Der Gasteiner Badesee liegt im Gasteinertal auf einer Höhe von 846 m ü. A. und gehört zur Katastralgemeinde Vorderschneeberg. Die umliegenden Siedlungen sind Lafen im Nordwesten, Gadaunern im Norden, Faschingberg im Nordosten, Remsach im Südosten und Vorderschneeberg im Süden. Nahe beim See fließt die Gasteiner Ache. Der Gasteiner Badesee wird durch Grundwasser gespeist und weist einen oberflächlichen Abfluss auf. Die Wasserfläche beträgt etwa 2,3 ha. Die maximale Tiefe beläuft sich auf circa 4 m, die mittlere Tiefe auf circa 2 m. Der See ist 330 m lang und 115 m breit. Er weist einen Umfang von 900 m auf.
Der Badesee wurde künstlich angelegt und 1989 eröffnet.

## Nutzung und Ökologie
Das Badeareal einschließlich des Sees selbst erstreckt sich über eine Gesamtfläche von etwa 4,5 ha. Die zum Baden vorgesehene Uferlinie ist circa 800 m lang. Dort gibt es Stege und einen Sprungturm. Eine Liegewiese mit wenigen Bäumen reicht bis zum Ufer. In der wasserseitigen Uferzone herrschen Sand und Kies vor. Am Nordufer befindet sich ein FKK-Bereich. Östlich des Sees erstreckt sich eine fragmentarisch ausgebildete Grauerlen-Au.
Mitglieder des Fischervereins Gastein dürfen am Gasteiner Badesee angeln. Zu den fangbaren Fischen zählen Karpfen, Regenbogenforellen, Rotaugen, Rotfedern, Schleien und Zander.